# Honorowi obywatele Jarosławia

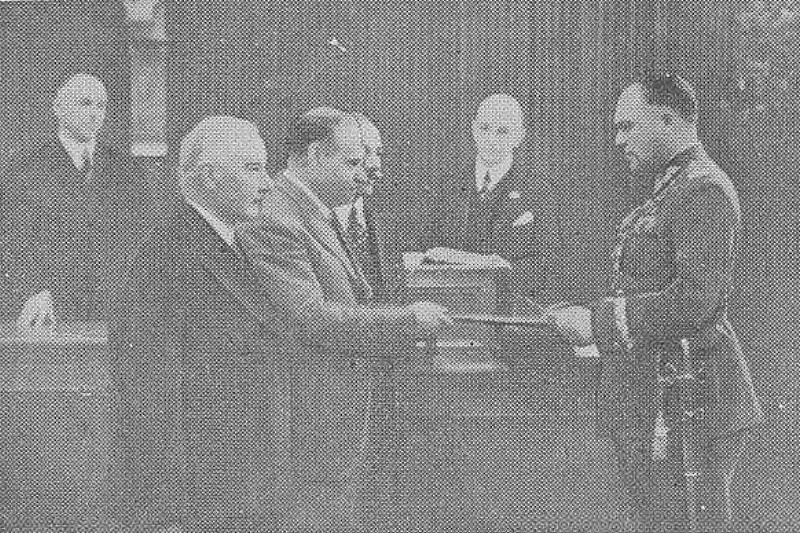
Wręczenie dyplomu honorowego obywatelstwa Jarosawia gen. Wacławowi Scaevoli-Wieczorkiewiczowi (1937)

Honorowi Obywatele Miasta Jarosławia – honorowe obywatelstwo Jarosławia przyznawane przez władze miasta osobom szczególnie zasłużonym dla miasta oraz wybitnym osobistościom.
| Honorowy Obywatel                                                                       | Data nadania         | Burmistrz Jarosławia     |
| --------------------------------------------------------------------------------------- | -------------------- | ------------------------ |
| Henryk de Saar                                                                          | 10 lipca 1857        | Jan Londoński            |
| Wawrzyniec de Pressen                                                                   | 1859                 | Jan Londoński            |
| Władysław Badeni                                                                        | 8 czerwca 1863       | Gustaw Adolf Weiss       |
| Ernest Gaberle                                                                          | 14 maja 1867         | Gustaw Adolf Weiss       |
| Agenor Romuald Gołuchowski                                                              | październik 1867     | Gustaw Adolf Weiss       |
| Friedrich Ferdinand von Beust                                                           | 1870                 | Gustaw Adolf Weiss       |
| Florian Ziemiałkowski                                                                   | 1873                 | Gustaw Adolf Weiss       |
| Karol Bartoszewski                                                                      | 1875                 | Gustaw Adolf Weiss       |
| Józef Ignacy Kraszewski                                                                 | 25 września 1879     | Karol Bartoszewski       |
| Kazimierz Badeni                                                                        | 1894                 | Adolf Dietzius           |
| Adam Stanisław Sapieha                                                                  | 29 listopada 1894    | Adolf Dietzius           |
| Adolf Dietzius, Władysław Jahl                                                          | 22 października 1901 | Adolf Dietzius           |
| Ferdynand Pawlikowski                                                                   | [ 1 ]                |                          |
| Wojciech Korfanty                                                                       | 28 czerwca 1921      | Edmund Galik             |
| Józef Piłsudski                                                                         | 10 listopada 1928    | Stanisław Sierankiewicz  |
| Wacław Scewola-Wieczorkiewicz                                                           | 17 lipca 1936        | Stanisław Sierankiewicz  |
| Ignacy Mościcki, Edward Rydz-Śmigły, Felicjan Sławoj-Składkowski, Eugeniusz Kwiatkowski | 4 stycznia 1939      | Stanisław Siara          |
| Edward Perykasz                                                                         | 2 marca 1973         | Zygmunt Strenczak        |
| Adam Gruca                                                                              | 1977                 | Janusz Ważny             |
| Józef Krajnik                                                                           | 28 listopada 1985    | Janusz Ważny             |
| Wojciech Szczepański                                                                    | 26 kwietnia 1991     | Stanisław Hajnus         |
| Kazimierz Ziobro                                                                        | 20 października 1993 | Stanisław Hajnus         |
| Ignacy Tokarczuk                                                                        | 28 kwietnia 1995     | Jerzy Matusz             |
| Jan Haftek                                                                              | 27 lutego 1998       | Jerzy Matusz             |
| Izabela Fechter-Czacka                                                                  | 14 marca 1998        | Jerzy Matusz             |
| Bronisław Niemkiewicz                                                                   | 6 maja 1998          | Jerzy Matusz             |
| Josef Byrtus, Milian Peprnik                                                            | 22 maja 1998         | Jerzy Matusz             |
| Roman Koba                                                                              | 18 czerwca 1998      | Jerzy Matusz             |
| Jerzy Buzek, Mirosław Handke, Jerzy Zdrada                                              | 28 czerwca 1999      | Jan Gilowski             |
| Władysław Drewniak                                                                      | 13 grudnia 1999      | Jan Gilowski             |
| Jan Paweł II                                                                            | 3 kwietnia 2000      | Jan Gilowski             |
| Stanisław Zając                                                                         | 5 czerwca 2000       | Jan Gilowski             |
| Istvan Kovács                                                                           | 8 marca 2002         | Janusz Andrzej Dąbrowski |
| Robert Korzeniowski                                                                     | 4 grudnia 2003       | Janusz Andrzej Dąbrowski |
| Bogusław Nizieński                                                                      | 29 czerwca 2009      | Andrzej Wyczawski        |
| Viliam Zahorčák, Ján Ďurovčík                                                           | 3 października 2011  | Andrzej Wyczawski        |
| Kazimierz Michalski                                                                     | 12 grudnia 2011      | Andrzej Wyczawski        |
| Józef Michalik                                                                          | 29 grudnia 2011      | Andrzej Wyczawski        |
| Jordi Savall                                                                            | 30 stycznia 2012     | Andrzej Wyczawski        |
| Kazimierz Furtak, Piotr Podolec                                                         | 28 grudnia 2012      | Andrzej Wyczawski        |
| Marcel Pèrès                                                                            | 24 czerwca 2013      | Andrzej Wyczawski        |
| Paweł Sysa                                                                              | 29 maja 2014         | Andrzej Wyczawski        |
| Tomasz Wieczorkiewicz                                                                   | 17 października 2014 | Andrzej Wyczawski        |
| Elżbieta Starosławska                                                                   | 13 października 2014 | Andrzej Wyczawski        |
| Zygmunt Strenczak                                                                       | 30 października 2015 | Waldemar Paluch          |
| Mieczysław Święcicki                                                                    | 22 lutego 2016       | Waldemar Paluch          |